# Военно-исторический музей — лётное поле Берлин-Гатов

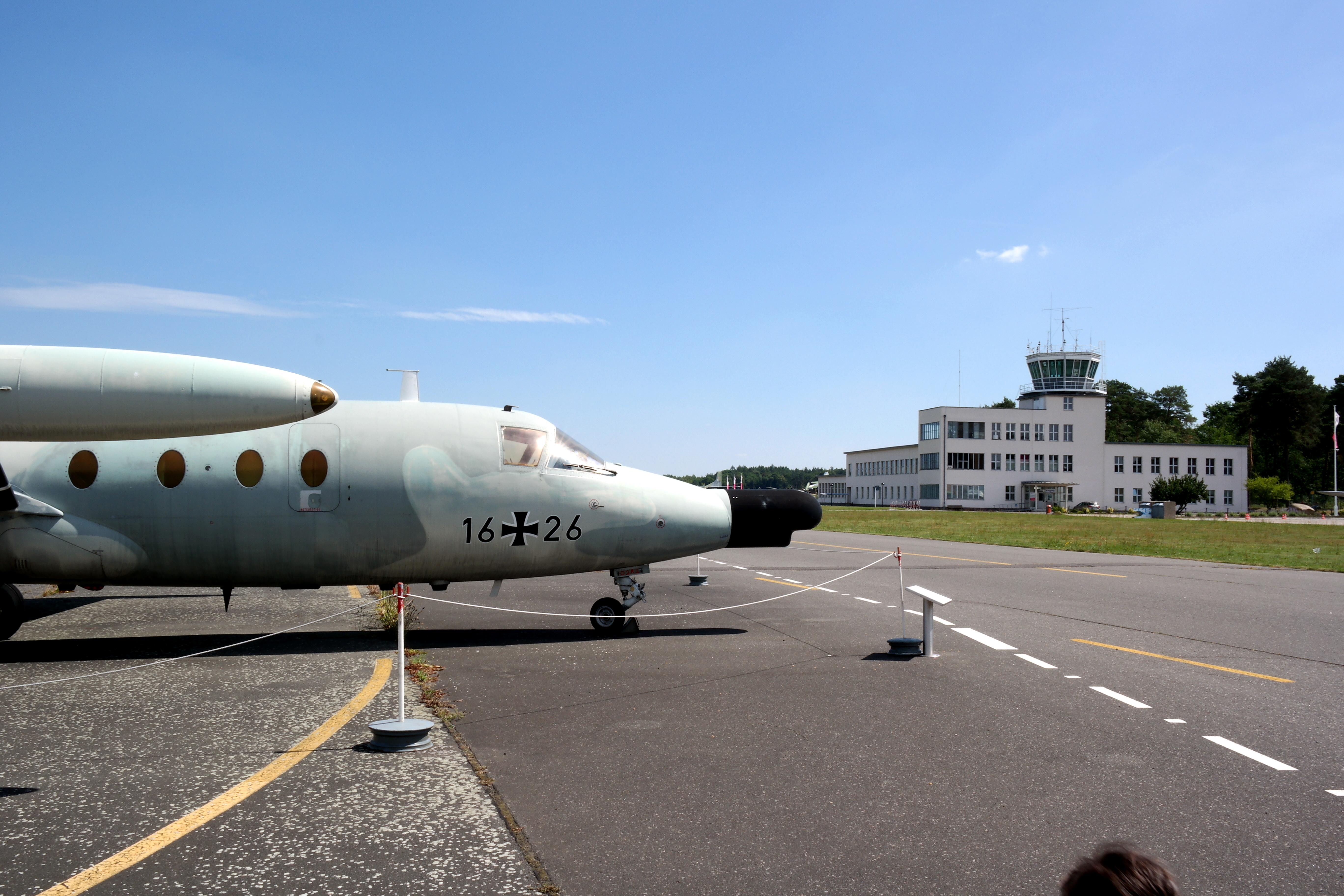
MBB HFB 320M Hansajet ECM — Военно-исторический музей — лётное поле Берлин-Гатов

Военно-исторический музей — лётное поле Берлин-Гатов (нем. Militärhistorisches Museum der Bundeswehr Flugplatz Berlin-Gatow) — военно-исторический музей, располагающийся на площади бывшего военного аэродрома в районе Берлин-Гатов. Экспонаты музея повествуют о развитии немецкой военной авиации с 1884 года до наших дней. Музей является филиалом военно-исторического музея  в Дрездене.
Экспозиция музея разделена на постоянные и временные тематические выставки и включает в себя более 600 тысяч экспонатов: более 200 самолётов, более 60 ракетных систем и систем противовоздушной обороны, радары, образцы униформ различного времени, личные вещи, письма, открытки и видеоматериалы. Число экспонатов музея постоянно увеличивается.

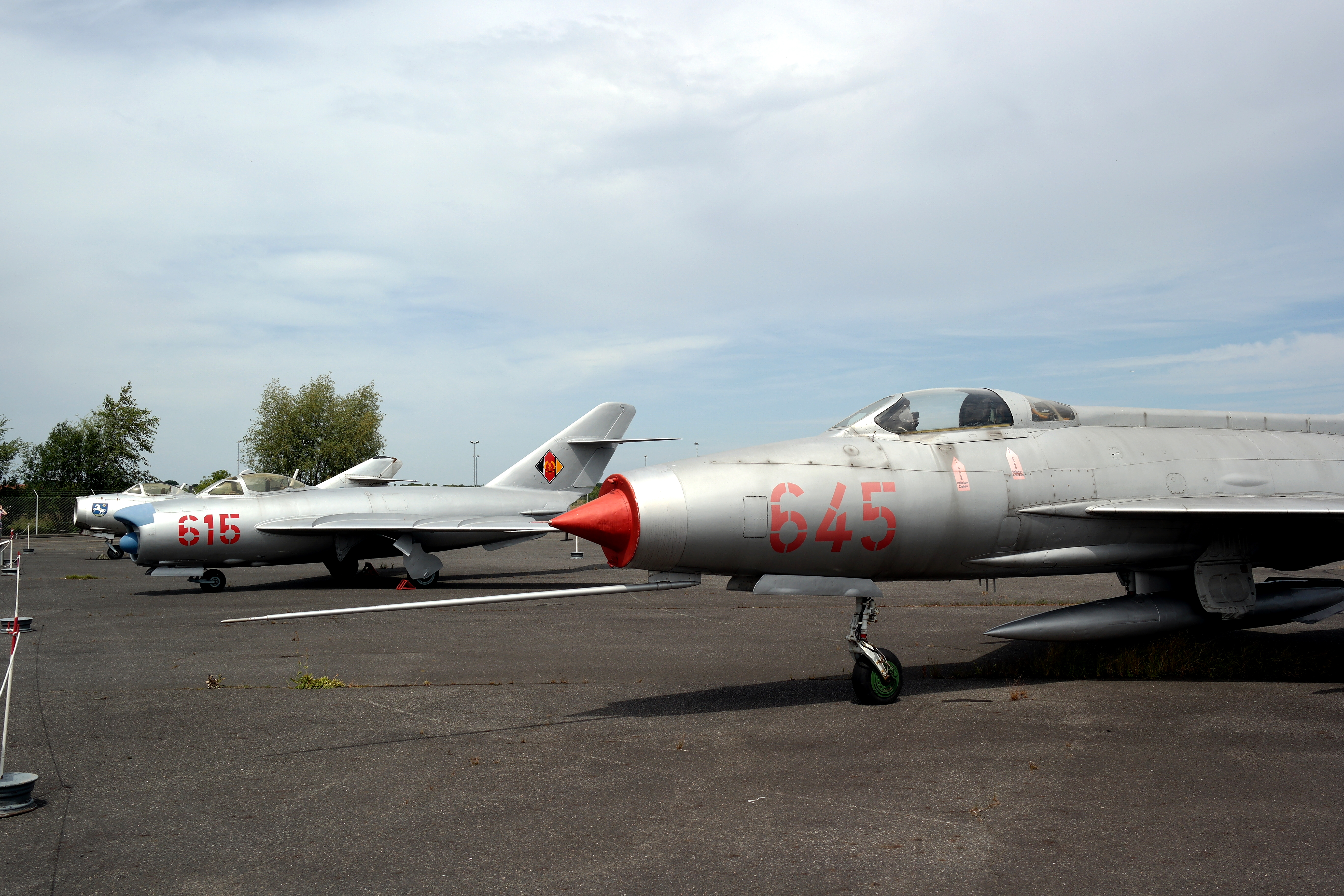
МИГ-21 — Военно-исторический музей — лётное поле Берлин-Гатов

## История
Лётное поле в городке Гатове было заложено в 1935 году. По окончании Второй мировой войны аэродром отошёл к британской оккупационной зоне и использовался как военной аэродром.

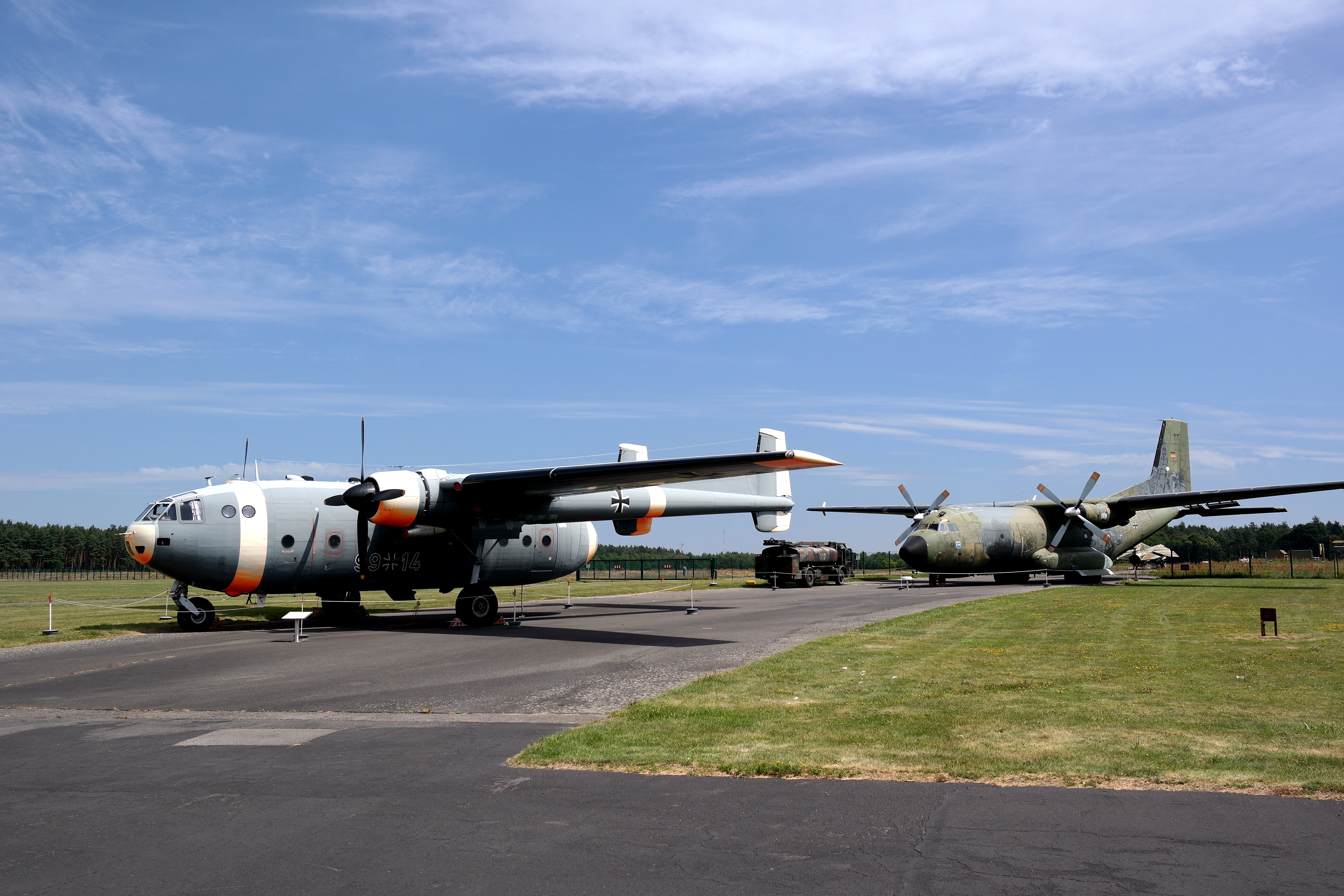
Военно-исторический музей — лётное поле Берлин-Гатов

- История музея началась в 1957 году с военной коллекции Фрица Гельмута Йекеля, которая экспонировалась на аэродроме Ютерсен.
- В 1963 году было основано общество «Попечительство над музеем военной авиации Ютерсен» (Kuratorium Luftwaffenmuseum Uetersen e. V.), позже преобразованное в «Субсидированное объединение-музей военной авиации бундесвера» (Förderverein des Luftwaffenmuseum der Bundeswehr e. V.). Стержнем обоих музеев стала коллекция Фрица Гельмута Йекель.
- 4 сентября 1987 года экспонаты музея были переданы Музею военной авиации бундесвера (Luftwaffenmuseum der Bundeswehr).
- После объединения Германии музей переехал на освободившиеся площади аэродрома Берлин-Гатов.
- В 2009 году музей стал членом Объединения реставраторов (Verband der Restauratoren (VdR).
- 1 октября 2011 года музей был переименован в Военно-исторический музей — летное поле Берлин-Гатов.

## Экспозиция

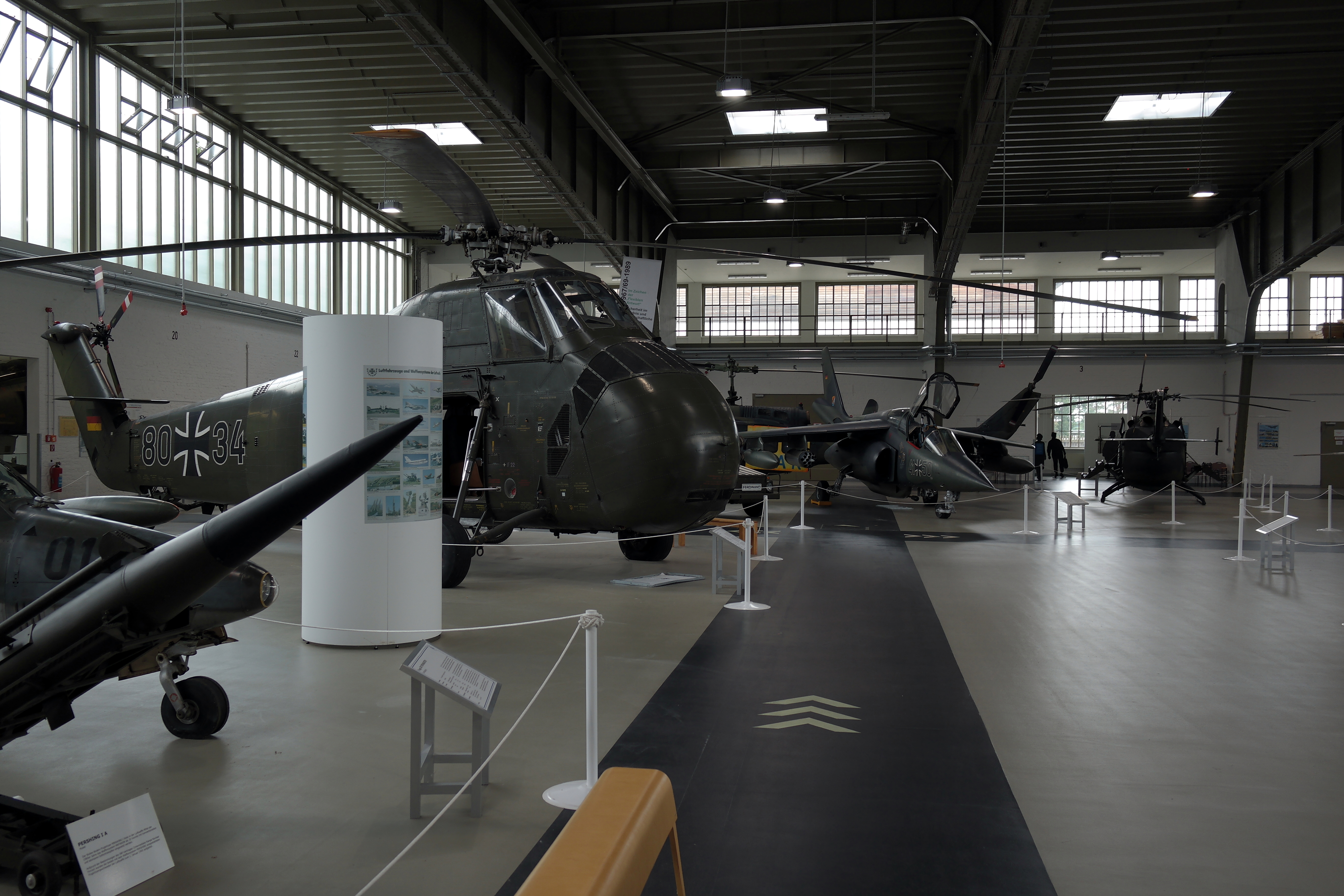
Ангар 7 — Военно-исторический музей — лётное поле Берлин-Гатов

Экспонаты музея выставлены на летном поле, в диспетчерской вышке, а также в ангарах аэропорта номер 3 и 7.
В ангаре номер 3 выставлены экспонаты посвященные развитию военной авиации Германии с 1884 года.
В ангаре номер 7 выставлены экспонаты повествующие о настоящем военной авиации ФРГ.
Выставка, размещенная в диспетчерской вышке, рассказывает об истории аэродрома Берлин-Гатов.
Большая же часть экспонатов музея выставлена под открытым небом. На рулежных дорожках и площадках аэропорта нашли свою последнюю стоянку многочисленные военные самолеты и вертолеты различных времен и производителей. Многие из стоящих друг против друга машин в свою молодость могли встретиться только в военном небе.